# Saint-Étienne-sous-Barbuise
Saint-Étienne-sous-Barbuise é uma comuna francesa na região administrativa de Grande Leste, no departamento de Aube. Estende-se por uma área de 10,84 km². Em 2010 a comuna tinha 176 habitantes (densidade: 16,2 hab./km²).